# Monteils (Aveyron)
Monteils è un comune francese di 639 abitanti situato nel dipartimento dell'Aveyron nella regione dell'Occitania.

## Società

### Evoluzione demografica
Abitanti censiti